# Central térmica de Escucha
La central térmica de Escucha fue una central termoeléctrica que se situaba en el término municipal de Escucha, en el norte de la provincia de Teruel, a 70 kilómetros de la capital. Entró en funcionamiento en 1970, y cesó su actividad en 2012.
A la antigua central se tiene acceso por la carretera nacional N-420, que la conecta con Utrillas y con el centro urbano de Montalbán. Disponía de una potencia de 159 MW. 

## Cierre
Su último propietario fue la multinacional energética E.ON, empresa que anunció en 2011 el cierre de esta central y la de Serchs hacia 2012, trasladando las plantillas a las centrales de Puente Nuevo y Puertollano. Finalmente, el 31 de diciembre de 2012 cesó definitivamente en su actividad, tras 42 años de funcionamiento. La central estuvo inactiva hasta que se publicó su cierre en el BOE del 12 de agosto de 2013